# Juan Ignacio Arrieta Ochoa de Chinchetru

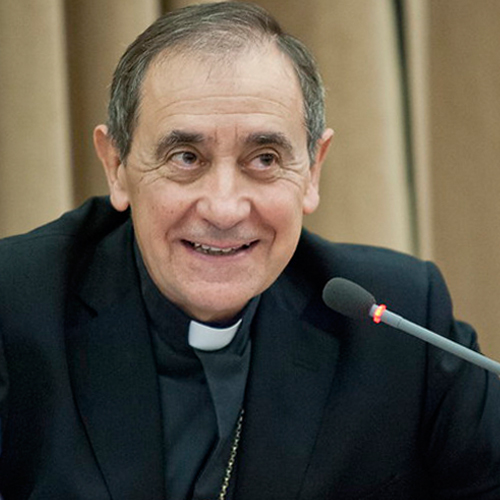
Juan Ignacio Arrieta Ochoa de Chinchetru, 2016

Juan Ignacio Arrieta Ochoa de Chinchetru (* 10. April 1951 in Vitoria, Spanien) ist ein Kurienbischof der römisch-katholischen Kirche.

## Leben
Juan Ignacio Arrieta Ochoa de Chinchetru empfing am 23. August 1977 die Priesterweihe für die Personalprälatur Opus Dei. Er wurde in Kanonischem Recht und Zivilrecht promoviert und lehrte an der Universität Navarra, der Päpstlichen Universität vom Heiligen Kreuz und am Istituto di Diritto Canonico San Pio X. in Venedig. Er ist Gründungsherausgeber der Zeitschrift „Ius Ecclesiae“.
Papst Benedikt XVI. bestellte ihn am 15. Februar 2007 zum Sekretär des Päpstlichen Rates für die Gesetzestexte. Am 12. April 2008 ernannte ihn Papst Benedikt XVI. zum Titularbischof von Civitate. Die Bischofsweihe am 1. Mai 2008 spendete ihm Kardinalstaatssekretär Tarcisio Kardinal Bertone SDB; Mitkonsekratoren waren Agostino Kardinal Vallini und Kurienerzbischof Francesco Coccopalmerio.
Am 26. Juni 2013 ernannte Papst Franziskus ihn zum Koordinator der Untersuchungskommission für das Istituto per le Opere di Religione (IOR).